# Litometeoro
Litometeoro (do grego clássico: lithos; "pedra" + meteora, latim medieval para "levado pelos ares") é a designação dada aos fenómenos atmosféricos resultantes do transporte de materiais sólidos, com excepção do gelo, através da atmosfera. 
Exemplos de litometeoros:
- Fumaça (FU):  são partículas de combustão em suspensão na atmosfera. A fumaça difunde a cor azul e ocorre com umidade relativa do ar inferior a 80%.
- Poeira (PO): são partículas finas de fragmentos como argila e terra levantadas pelos ventos, difunde a cor amarela e ocorre com umidade relativa do ar inferior a 80%.
- Névoa seca (HZ): são partículas sólidas na atmosfera, difunde a cor vermelha e ocorre com umidade relativa do ar inferior a 80%.

A principal consequência dos litometeoros é a redução da visibilidade, o que significa a diminuição da transparência do ar e a consequente dificuldade em avistar um objeto através do litometeoro. Em geral os litometeoros são fatores que influenciam as atividades aéreas, comprometendo a visão dos pilotos.